# Brüggenita
La brüggenita és un mineral de la classe dels òxids. Anomenat així per Juan Bruggen M. (1887-1953), geòleg xilè.

## Classificació
La brüggenita es troba classificada en el grup 4.KC.10 segons la classificació de Nickel-Strunz (4 per a Òxids (hidròxids, V [5,6] vanadats, arsenits, antimonurs, bismutits, sulfits, selenits, telurits, iodats); K per a Iodats: trigonal [IO₃] piràmides (majoritàriament) i C per a Iodats sense anions addicionals, amb H₂O; el nombre 10 correspon a la posició del mineral dins del grup). En la classificació de Dana el mineral es troba al grup 21.1.2.1 (21 per a Iodats normals i 1 per a diversos; 2 i 1 corresponen a la posició del mineral dins del grup).

## Característiques
La brüggenita és un òxid de fórmula química Ca(IO₃)₂·H₂O. Cristal·litza en el sistema monoclínic. La seva duresa a l'escala de Mohs és 3,5. El color va des d'incolor a groc brillant i la seva llüissor és vítria.

## Formació i jaciments
S'ha descrit a Amèrica del Sud. Sol trobar-se en vetes amb nitratina.